# Etil maltol
El etil maltol (E-637) es el derivado etílico del maltol. Empleado como aditivo alimentario de amplio espectro, es el buen potenciador de aroma para tabacos,  alimentos, bebidas, esencias y cosméticos de uso diario. Se trata de un compuesto que se presenta en forma de polvo cristalino que desprende una agradable fragancia a caramelo en disolución.  La dosis diaria recomendada de maltol es de 1 mg/kg de peso del doble para el etil maltol. Es aproximadamente cinco veces más potente que el malitol. Tanto el maltol como el etil maltol tienen la propiedad de apagar los sabores amargos. Ambos son empleados en repostería.